# Петар Радивојевић
Петар Радивојевић (Кушиљево код Свилајнца, 4. октобар 1877 — Београд, 21. октобар 1961) био је српски и југословенски пешадијски официр, бригадни генерал Југословенске војске, учесник Балканских ратова и Првог светског рата, троструки носилац Карађорђеве звезде и бројних одликовања.

## Биографија

### Образовање и рана каријера
Рођен је 4. октобра 1877. године у Кушиљеву код Свилајнца, као син свештеника Антонија Радивојевића и Митре. Након завршене пиротске гимназије, полази на школовање у XXX класи Војне академије у Београду.
Службовао је као водник VI и XVII пешадијског пука, потом као вршилац дужности командира чете у IV пешадијском пуку. Између 1906. и 1912. године је био командир чете и Митраљеског одељења XVII пешадијског пука у Ваљеву.
Оженио се 27. априла 1908. године са Зорком Андрић, кћерком ваљевског трговца Луке Андрића и са њом имао синове Радмила и Славка.

### Балкански ратови
У Први балкански рат је ступио као командир Митраљеског одељења XVII пешадијског пука. Учествовао је у Кумановској, Прилепској и Битољској бици, као и опсади Скадра. У Другом балканском рату је учествовао у Брегалничкој бици.

### Први светски рат
Учествовао је у Церској, Дринској и Колубарској бици, а потом и повлачењу преко Албаније. Упућен је са Солунског фронта у Одесу, маја 1916. године, ради формирања Српске добровољачке дивизије од заробљених аустроугарских војника српске националности на Источном фронту. Преузео је команду над другим добровољачким пуком и водио га у бици на Добруџи.
У јануару 1918. године, враћа се на Солунски фронт као командант Другог југословенског пука. Рањаван је у три наврата.

### Међуратна каријера
Био је заступник начелника интендатуре Дринске дивизијске области у Ваљеву, командант пешадијског пука Краљеве гарде, командант Моравске пешадијске дивизије, Дринске пешадијске дивизије, помоћник команданта града Београда и вршилац дужности начелника Економског одељења Министарства војске, морнарице и ваздухопловства Краљевине Југославије.
Пензионисан је 15. септембра 1938. године.
Преминуо је 21. октобра 1961. године у Београду.

## Одликовања
- Орден Карађорђеве звезде са мачевима IV степена
- Орден Карађорђеве звезде IV степена
- Орден Карађорђеве звезде III степена
- Орден Југословенске круне

## Унапређења у чинове
- потпоручник, 13. октобар 1899;
- мајор, 19. април 1913;
- пуковник, 14. октобар 1920;
- бригадни генерал, 1. децембар 1925. године.